# 菊池威雄
菊池 威雄（きくち よしお、1937年11月19日  - ）は、日本の国文学者。文学博士（2006年、早稲田大学にて取得)。岡崎女子短期大学元教授。

## 略歴
長崎県長崎市生まれ。1960年山口大学教育学部第一中等学科卒業。1962年早稲田大学大学院修士課程修了。2006年「天平の歌人大伴家持」で早稲田大学にて博士（文学）。高校教師をしながら『万葉集』を中心に古代日本文学について執筆する。岡崎女子短期大学元教授、神奈川県立衛生短期大学教授。
陶芸工房「飛天窯」主宰。短歌同人誌「伶」主宰。

## 著書
- 『白の習俗: 菊池威雄歌集』燎原社、1979年11月。
- 『柿本人麻呂攷』新典社〈新典社研究叢書〉、1987年10月。ISBN 478794018X
- 『額田王 むらさきのにおえる妹(日本の作家)』新典社 1989年6月 ISBN 4787970011
- 『人麻呂幻想』新典社〈新典社文庫〉、1995年6月。ISBN 4787965034
- 『恋歌の風景 古代和歌の研究』新典社〈新典社研究叢書〉、2001年7月。ISBN 4787941356
- 『仏の大地チベット』冬花社 2003年3月 ISBN 4925236040
- 『天平の歌人大伴家持』新典社〈新典社研究叢書〉、2005年10月。ISBN 4787941720
- 『万葉の挽歌 その生と死のドラマ』(はなわ新書. 美夫君志リブレ) 塙書房 2007年10月。ISBN 978-4827340815
- 『万葉恋歌の装い』新典社〈新典社選書〉、2010年2月。ISBN 978-4787967794
- 『鎌倉六代将軍宗尊親王 歌人将軍の栄光と挫折』新典社〈新典社選書〉、2013年5月。ISBN 978-4787968111
- 『鎌倉武士の和歌 雅のシルエットと鮮烈な魂』新典社〈新典社選書〉、2021年10月。ISBN 978-4787968555

## 共編著
- 「戯笑の歌」『人々のざわめき（古代文学講座 6）』古橋信孝ほか（編）、勉誠社、1994年12月。ISBN 4585020454
- 『高市黒人: 注釈と研究』尾崎暢殃ほか（編）、新典社〈新典社叢書〉、1996年11月。ISBN 4787930192
- 「古代和歌における自然観 : 二景の「きほひ」」『古代文学の思想と表現』戸谷高明（編）、新典社〈新典社研究叢書〉、2000年1月。ISBN 4787941240

## 論文
- <菊池威雄